# Parafia św. Mikołaja w Końskich
Parafia św. Mikołaja w Końskich – rzymskokatolicka parafia w Końskich, należąca do dekanatu koneckiego w diecezji radomskiej.

## Historia
Parafia wzmiankowana w 1521. Kościołem parafialnym jest kolegiata św. Mikołaja w Końskich, późnogotycka świątynia wzniesiona w latach 1492–1520.

## Grupy parafialne
- Ministranci
- Ruch Światło-Życie (Oaza)
- Chór Parafialny im bł. ks. Kazimierza Sykulskiego
- Akcja Katolicka
- Straż Honorowa Najświętszego Serca Jezusowego
- Schola Mikołajki
- Żywy Różaniec
- Wspólnota Czcicieli Krwi Chrystusa

## Proboszczowie
- 1929–1941 – ks. Kazimierz Sykulski
- 1941–1952 – ks. Antoni Ręczajski
- 1952–1973 – ks. Jan Koziński
- 1973–1992 – ks. Julian Józef Barański
- 1992–2022 – ks. kan. Andrzej Zapart
- od 2022 – ks. Jacek Wieczorek

## Zasięg parafii
Do parafii należą wierni mieszkający w Końskich przy ulicy: Armii Krajowej, Hubala, Kazanowskiej, Kiepury, ks. J. Granata, Kilińskiego, Plac Kościuszki, Krakowskiej (do nr 43), Lipowej, Łaziennej, 1-go Maja, 3-go Maja (bloki – 2, 4, 6), Mieszka I, Mostowej, Niepodległości (bloki – 1, 3, 5), Odrowąża, Partyzantów, Piłsudskiego, J. Piwnika-Ponurego, Pocztowej, Południowej (do nr 42), Północnej, Polnej, Robotniczej, Spokojnej, Sportowej, Spółdzielczej, Starowarszawskiej, Staszica, Strażackiej, 16 Stycznia, W. Szwieca-Robota, Targowej, Traugutta, Warszawskiej, Warsztatowej, Wjazdowej, Wojska Polskiego, Zamkowej, Zielonej, Związku Walki Zbrojnej, Zwycięstwa oraz w miejscowościach: Barycz, Bębnów, Dyszów, Kornica, Piasek, Smarków-Bieduszki i Sielpia Mała.